# Coppa dei Campioni d'Africa 1967
La Coppa dei Campioni d'Africa 1967 è stata la terza edizione del massimo torneo calcistico africano per squadre di club maggiori maschili.
Il torneo venne vinto dai congolesi del TP Englebert, al primo successo nella competizione. Al termine del doppio confronto in finale contro i ghanesi dell'Asante Kotoko, data la situazione complessiva di parità l'arbitro decise di determinare la vincitrice con un sorteggio da svolgersi il giorno successivo. Il segretario generale della CAF fece invece programmare per il 27 dicembre un incontro di spareggio in campo neutro a Douala, a cui l'Asante Kotoko non si presentò lasciando il titolo al TP Englebert.

## Risultati

### Turno preliminare
| Squadra 1      | Totale | Squadra 2          | Andata | Ritorno |
| -------------- | ------ | ------------------ | ------ | ------- |
| Fonctionnaires | a tav. | Augustians         | -      | -       |
| Secteur 6      | 4 - 5  | Al-Ittihad Tripoli | 3 - 2  | 1 - 3   |

### Primo turno
| Squadra 1          | Totale | Squadra 2         | Andata | Ritorno |
| ------------------ | ------ | ----------------- | ------ | ------- |
| Al-Ittihad Tripoli | a tav. | Diamant Yaoundé   | -      | -       |
| Djoliba            | a tav. | Invincible Eleven | -      | -       |
| St. George         | a tav. | Bitumastic        | -      | -       |
| Stade d'Abidjan    | 2 - 1  | Modèle Lomé       | 2 - 1  | 0 - 0   |
| Al-Hilal Omdurman  | 1 - 4  | El-Olympi         | 0 - 1  | 1 - 3   |
| Fonctionnaires     | 1 - 3  | Conakry II        | 0 - 2  | 1 - 1   |
| TP Englebert       | 3 - 3  | Abeilles          | 2 - 0  | 1 - 3   |

### Quarti di finale
| Squadra 1          | Totale | Squadra 2     | Andata | Ritorno |
| ------------------ | ------ | ------------- | ------ | ------- |
| Al-Ittihad Tripoli | a tav. | TP Englebert  | -      | -       |
| Djoliba            | 2 - 1  | Conakry II    | 2 - 1  | 0 - 0   |
| St. George         | 5 - 2  | El-Olympi     | 3 - 2  | 2 - 0   |
| Stade d'Abidjan    | 3 - 8  | Asante Kotoko | 1 - 3  | 2 - 5   |

### Semifinali
| Squadra 1     | Totale | Squadra 2  | Andata | Ritorno |
| ------------- | ------ | ---------- | ------ | ------- |
| Asante Kotoko | 3 - 2  | Djoliba    | 1 - 1  | 2 - 1   |
| TP Englebert  | 4 - 3  | St. George | 3 - 1  | 1 - 2   |

### Finale

#### Andata
| Kumasi 19 novembre 1967 | Asante Kotoko | 1 – 1 | TP Englebert | Kumasi Stadium |

#### Ritorno
| Kinshasa 26 novembre 1967                                       | TP Englebert | 2 – 2 (d.t.s.)  | Asante Kotoko | Stadio 20 maggio |
| \| \| \| \| \| Kabeya Kalala \| Marcatori \| O. Kofi P. Kofi \| |              |                 |               |                  |
|                                                                 |              |                 |               |                  |
| Kabeya Kalala                                                   | Marcatori    | O. Kofi P. Kofi |               |                  |